# Ranoidea kumae
Ranoidea kumae – gatunek nowogwinejskiego płaza bezogonowego z podrodziny Pelodryadinae w rodzinie rzekotkowatych (Hylidae).

## Taksonomia
Gatunek ten opisali w roku 2004 Menzies i Tyler pod nazwą Litoria kumae, wyodrębniając go z gatunku australorzekotki delikatnej (L. gracilenta) w oparciu o różnice w morfologii.

## Występowanie
Płaz ten występuje w części Nowej Gwinei należącej do Papui-Nowej Gwinei, a dokładniej w prowincji Southern Highlands.
Bytuje na wysokości 1500–1660 metrów nad poziomem morza.
Za siedlisko obrał sobie tropikalne wilgotne lasy górskie, stawy na otwartych terenach trawiastych, także rybne i znajdujące się pod wpływem działalności człowieka.

## Rozmnażanie
Przebiega w stawach dowolnego rodzaju.

## Status
W Czerwonej księdze gatunków zagrożonych IUCN płaz ten od 2020 roku klasyfikowany jest jako gatunek najmniejszej troski (LC, ang. Least Concern); wcześniej, od 2006 roku uznawano go za gatunek niedostatecznie rozpoznany (DD, ang. Data Deficient).
Gatunek jest pospolity, a trend liczebności jego populacji oceniany jest jako stabilny ze względu na brak istotnych zagrożeń.